# 로버트 리젤리
로버트 리질리(Robert Ridgely, 1931년 12월 24일 ~ 1997년 2월 8일)는 미국의 배우이다.
뉴저지주에서 태어났다.

## 출연 작품

### 영화
- 고소공포증 (1977)
- 로라 마스의 눈 (1978)
- 멜빈과 하워드 (1980)
- 와일드 라이프 (1984)
- 썸씽 와일드 (1986)
- 비버리 힐스 캅 2 (1987)
- The Dirk Diggler Story (1988) - 단편 영화
- 상아탑 정복 작전 (1989, How I Got into College)
- 추락한 백만장자 (1991)
- 못말리는 로빈 훗 (1993)
- 필라델피아 (1993) - 월터 켄턴 역
- 사랑의 금고털이 (1994) - 밥 버리 역
- 리노의 도박사 (1996)
- 부기 나이트 (1997) - 제임스 대령 역
- 파이어 다운 (1997)

### 텔레비전
- 보난자 (1961-72)
- 코치 (1993-94, Coach)